# Balotaszállás
Balotaszállás est un village et une commune du comitat de Bács-Kiskun en Hongrie. Sa population s'élève à 1 541 habitants au 1er janvier 2009.